# Тарасенко, Тарас Петрович
Тарас Петрович Тарасенко (укр. Тарас Петрович Тарасенко; род. 26 июля 1980 года, Богуслав, Киевская область) — украинский адвокат, арбитражный управляющий.
Народный депутат Украины IX созыва.

## Биография
Он окончил юридический факультет Киевского национального экономического университета имени Вадима Гетьмана.
Тарасенко является директором ООО «ЮК "СТС"».
Работал на руководящих должностях в юридических компаниях.

## Политическая деятельность
Кандидат в народные депутаты от партии «Слуга народа» на парламентских выборах 2019 года, № 124 в списке. На время выборов: адвокат, беспартийный. Проживает в Киеве.
Член Комитета Верховной Рады по правам человека, деоккупации и реинтеграции временно оккупированных территорий в Донецкой, Луганской областях и Автономной Республики Крым, города Севастополя, национальных меньшинств и межнациональных отношений, председатель подкомитета по правам человека.
Сопредседатель группы по межпарламентским связям с Латвийской Республикой.
Глава межфракционного депутатского объединения "ЛЮДИ".